# 太湖豚
太湖豚（たいふうとん、たいことん、たいこぶた）は中国を原産とするブタの品種名。中国語では「豚」と「猪」の文字は同意であるため、太湖猪（拼音: TàiHúZhūと記述することもある。

## 概要
太湖豚は、太湖流域の周辺に分布する7つの地方種より構成される。いずれも生存条件が似ており、血縁関係もあるため、体型や外貌の特徴が一致している。
太湖豚の地方種
- 梅山豚
- 二花臉豚
- 楓径豚
- 嘉興黒豚
- 横径豚
- 米豚
- 沙烏頭豚

特徴としては、7種共通に次のような点が挙げられる。
太湖豚の特徴
優れている特徴
- 産子数が多い

- 1腹あたりの平均産子数は太湖豚が15.69に対し、大ヨークシャー種11.43、ランドレース種11.00、ハンプシャー種9.81、デュロック種11.41、バークシャー種9.04といった具合。

- 母性が温順
- 肉質が良い
- 適応性が強い
- ストレス耐性が高い

欠点としての特徴
- 皮が厚い
- 脂肪が蓄積し易い
- 筋肉が発達し難い
- 発育が遅い
- 飼料利用率が低い

また、梅山豚は「四本の脚が白い」というような7種ごとに異なる特徴もある。

## 太湖豚の研究
太湖豚は産子数が多いことで知られており、世界各国の養豚業界から注目されている品種である。1972年以来、アルバニア、タイ、ハンガリー、北朝鮮、スペイン、ドイツ、フランス、イギリス、アメリカ、日本といった多数の国が中国から太湖豚を導入し、交雑に用いることで繁殖性能の改良を行っている。
各国の研究例としては次のようなものが挙げられ、いずれも太湖豚の高い産子数の特性を利用することを目的とする。
イギリス
高産子数の主な遺伝子の特定。
アメリカ
染色体の遺伝子マップの作成。
フランス
胚の死亡率を低下させる機能の研究。
嘉興黒豚と梅山豚を導入し、ヨーロッパ種との交雑実験を行い、繁殖性能を高める顕著な影響があることを確認した。
性成熟日齢が早まった
大ヨークシャー種と嘉興黒豚とのF1種は純粋の嘉興黒豚より性成熟が7日早まった。
産仔数が高まった
嘉興黒豚と梅山豚の産仔数は大ヨークシャー種やランドレース種よりも多いが、梅山豚や嘉興黒豚と大ヨークシャー種の正交雑、逆交雑で産まれたF1種の産仔数も大ヨークシャー種よりも多い。嘉興黒豚と梅山豚の1/4雑種の産仔数もまた、大ヨークシャー種より多い。
太湖豚の産子数が多い理由については研究中であるが、イギリスや中国などの研究成果からは、太湖豚の排卵数が多いことが理由ではないかという仮説が立てられている。ただし、フランスでは太湖豚と大ヨークシャー種の平均排卵数が接近しているという仮説を否定する研究成果も出ている。

## 文献
- 徐士清 (1992年2月). “太湖豚の高子数の特性及びその生理機能について” (PDF). 日本養豚学会誌 (日本養豚学会) 29巻 (2号). doi:10.5938/youton.29.82. NAID 130004129045 2016年12月7日閲覧。.
- 張仲葛; 李錦鈺; 張暁嵐 (1993年3月). “中国豚の優秀な品種特性とその世界の養豚業への貢献” (PDF). 日本養豚学会誌 (日本養豚学会) 30巻 (1号). doi:10.5938/youton.30.1. NAID 80006941381 2018年8月28日閲覧。.